# Герб Дальсланду
Герб Дальсланду (швед. Dalslands vapen) — символ історичної провінції (ландскапу) Дальсланд. 
Також вживається як елемент символу сучасного адміністративно-територіального утворення лену Вестра-Йоталанд.

## Історія
Герб ландскапу відомий з опису похорону короля Густава Вази 1560 року. 

## Опис (блазон)
У срібному полі червоний бик із золотими рогами, язиком і копитами. 

## Зміст
Бик уособлював розвинуте в провінції тваринництво. 
Герб ландскапу може увінчуватися герцогською короною.